# Felipe Larraín
Felipe Larraín Bascuñán (Santiago, 14 de febrero de 1958) es un economista, académico y político chileno. Fue ministro de Hacienda durante el primer y segundo gobierno del presidente Sebastián Piñera.

## Familia y estudios
Hijo de Vicente Larraín Izquierdo y Marta Bascuñán Lazcano, cursó su escolaridad en los colegios San Ignacio El Bosque y Tabancura de Santiago. Al egresar de Enseñanza Media, obtuvo la beca «Premio Luis Cruz Martínez», concedida por el ministro de Educación de la dictadura militar, el contraalmirante Arturo Troncoso Daroch, consistente en una pensión de gracia por siete años para sus estudios superiores. Entre 1976 y 1980, estudió ingeniería comercial en la Pontificia Universidad Católica (PUC), donde se tituló en 1981. Con su esposa Francisca Cisternas Lira, tiene cinco hijos; Agustín, Felipe, José Tomás, Josefina y María Francisca.
Completó su especialidad en los Estados Unidos, concretamente en la Universidad de Harvard, donde alcanzó, gracias a una beca, un Master of Arts (1983) y un Ph.D (1985), ambos en economía. En esa universidad conoció al economista Jeffrey Sachs, quien le hizo clases de macroeconomía y comercio internacional en su segundo año de estudios, y posteriormente lo contrató como su ayudante de investigación. Luego fue su guía en la tesis doctoral, titulada Ensayo sobre el tipo de cambio y la actividad económica en los países en desarrollo, y lo examinó en la defensa de la misma.

## Académico y consultor
Comenzó su actividad académica en la PUC —donde con los años llegaría a ser profesor titular— en cursos relacionados con macroeconomía, historia económica de Chile y econometría. Llevó a cabo esta actividad antes de partir a cursar su posgrado.
Entre 1985 y 1986 trabajó prestando asesorías a las autoridades fiscales  monetarias de Bolivia y Venezuela. En esa misma época participó también como consultor del Banco Mundial, actividad que se prolongó hasta el año 1988. En los años 1990 formó parte del equipo del Banco Mundial que asesoró a los países de Europa oriental en el proceso de conversión desde una economía socialista a una de mercado libre. También realizó asesorías en Costa Rica, El Salvador, Guatemala, Honduras y Nicaragua, entre otras naciones.
Trabajó luego como consultor de las Naciones Unidas, la Comisión Económica para América Latina y el Caribe (Cepal), el Banco Interamericano de Desarrollo (BID) y el Fondo Monetario Internacional (FMI).
Ha sido miembro del directorio de diversas empresas, como AntarChile, la principal sociedad holding del grupo Angelini; Cruzados SADP, la sociedad controladora del equipo de fútbol de la Universidad Católica; y Mercantil Factoring (servicios financieros), entre varias otras.

## Asesor político y colaborador de Piñera
A fines de la década de 1990, instalado definitivamente en Chile tras ejercer como profesor en Harvard, reforzó sus nexos políticos, sin llegar a trabajar, eso sí, en la campaña presidencial del candidato de la Alianza, Joaquín Lavín, en 1999-2000.
De cara a la elección presidencial de 2005 se perfiló como uno de los hombres clave del equipo económico de Lavín, junto a José Ramón Valente y Juan Andrés Fontaine. Eso, hasta mediados de ese año, cuando su amigo Sebastián Piñera lanzó su candidatura presidencial, momento en el que optó por cambiar de candidato. Tras la derrota en el balotaje ante Michelle Bachelet, en enero de 2006, Larraín pasó a trabajar estrechamente con Piñera en su proyecto político, llegando a liderar el equipo programático del llamado Grupo Tantauco.

### Ministro de Hacienda (2010-2014, 2018-2019)
Luego del triunfo de Piñera en la elección presidencial de 2009-2010, el nexo tuvo como corolario su nombramiento como ministro de Hacienda, cargo que asumió el 11 de marzo de ese año. En octubre de ese año fue galardonado por el periódico económico norteamericano Emerging Markets con el premio «Ministro de Hacienda del Año 2010 de Latinoamérica». En enero de 2011 fue elegido «Ministro de Hacienda del Año 2010 de América» por la revista británica especializada en banca internacional The Banker.
Durante su paso por el ministerio, en 2012, se realizó un ajuste tributario que permitió inyectar recursos cercanos a los US$ 1000 millones al presupuesto anual de educación. Se consideran productos de su gestión una alta creación de empleos (unos 990 000 en el periodo) y la sostenida expansión mostrada tras el terremoto de 2010 por el producto interno bruto (PIB), pese a la desaceleración experimentada en el ejercicio 2013 (+4,1% vs +5,2%, +6,0% y 5,6% de 2010, 2011 y 2012, respectivamente).[cita requerida] Dejó el cargo el 11 de marzo de 2014, junto con el fin del gobierno de la Coalición por el Cambio.
En enero de 2018 fue anunciado su regreso al Ministerio de Hacienda en el segundo gobierno de Piñera, que se inició el 11 de marzo de ese año. Se mantuvo en el cargo hasta el 28 de octubre de 2019, cuando el jefe de Gobierno realizó un cambio de gabinete en medio de las protestas que se realizaron en Santiago.

## Obras (selección)
- Chile: A developed nation, Aguilar, forthcoming, 2007.
- Macroeconomía en la economía global, second edition (with J. Sachs), Pearson Education, 2002.
- Capital flows, capital controls and currency crises: Latin America in the 1990s (editor), University of Míchigan Press, 2000.
- La transformación económica de Chile (coeditor), CEP, 2000.
- Chile hacia el 2000: Ideas para el desarrollo (editor), CEP, 1995.
- El sector público y la crisis latinoamericana (coeditor), Fondo de Cultura Económica, 1990.
- Debt, adjustment and recovery: Latin America's prospects for growth and development (coeditor), Basil Blackwell, 1989.
- Exportar, un Gran Desafío para Chile (coeditor), Editorial Universitaria, 1988.
- Desarrollo económico en democracia: Proposiciones para una sociedad libre y solidaria (editor), Ediciones Universidad Católica de Chile, 1987.

Su libro Macroeconomics in the Global Economy (Macroeconomía en la economía global en español), escrito con el profesor Jeffrey Sachs de la Universidad de Columbia (Prentice Hall, 1993), ha sido traducido a los idiomas alemán, chino, español, italiano, japonés, portugués, ruso, árabe y holandés.
También ha publicado más de un centenar de artículos en libros y revistas especializadas de Estados Unidos, Europa y América Latina.